# Inachis io
Inachis io é um tipo de borboleta encontrada nas regiões temperadas da Europa e da Ásia. Também é apelidada de borboleta-pavão ou pavão-diurno.

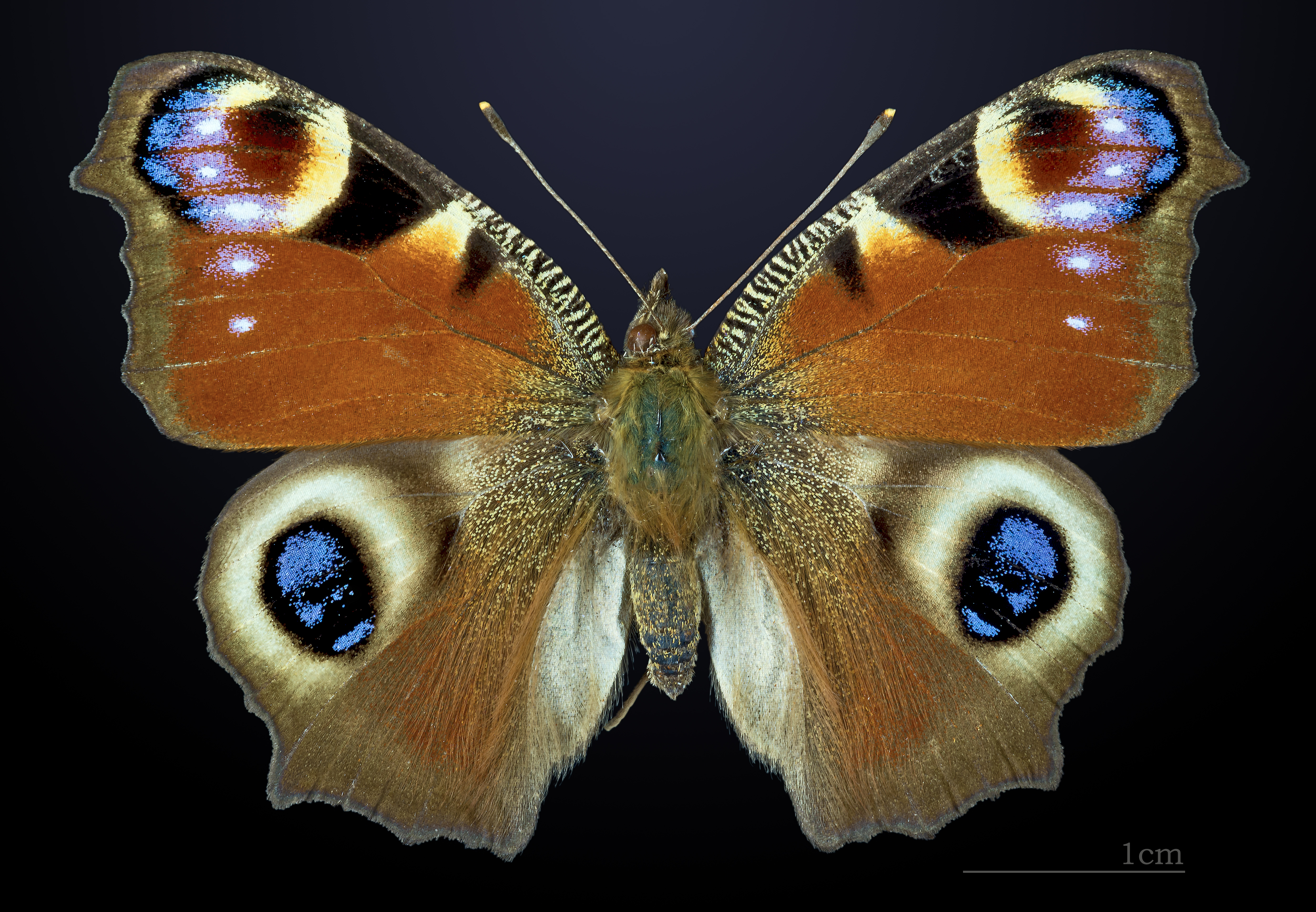
Vista dorsal
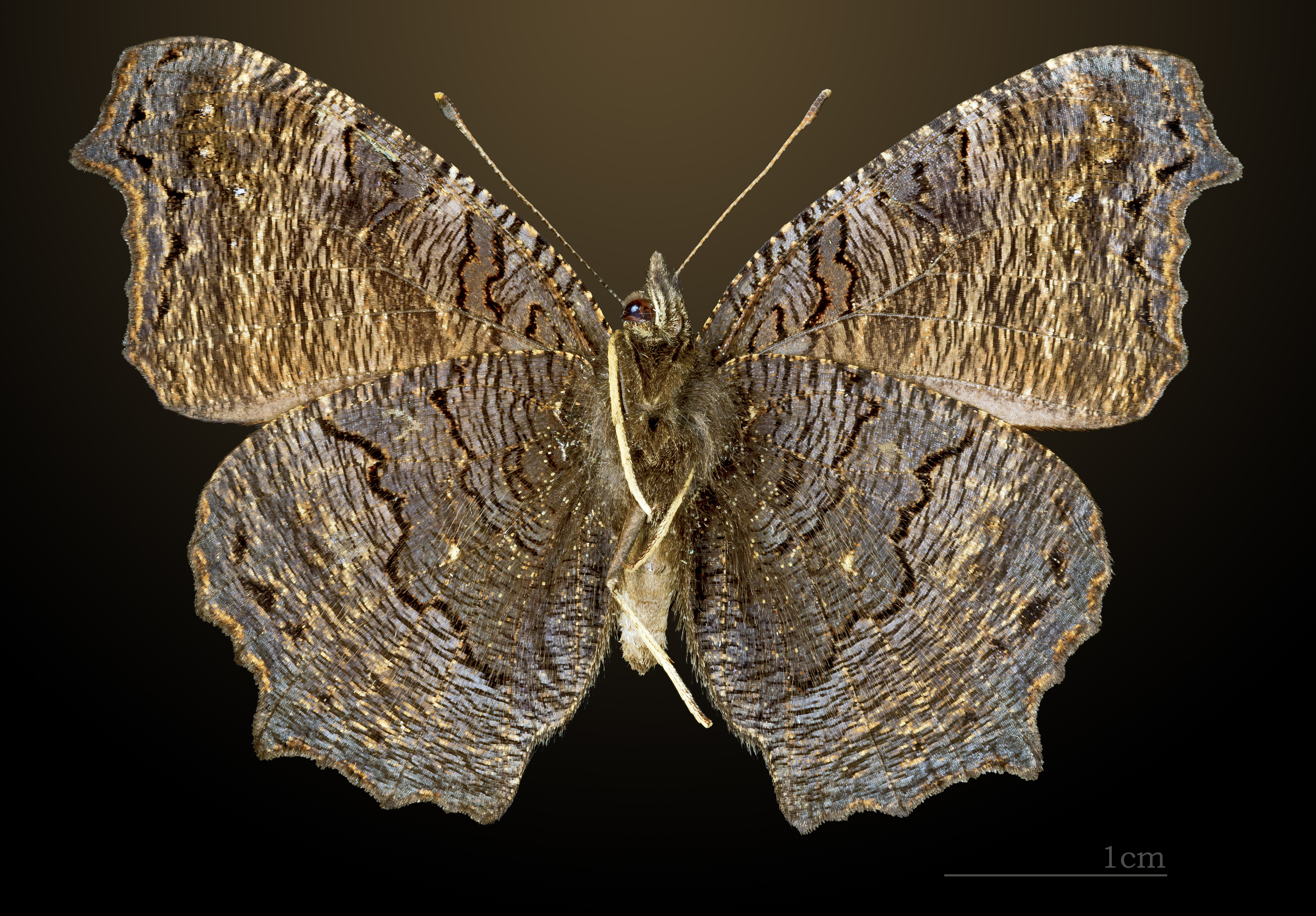
△ Vista ventral
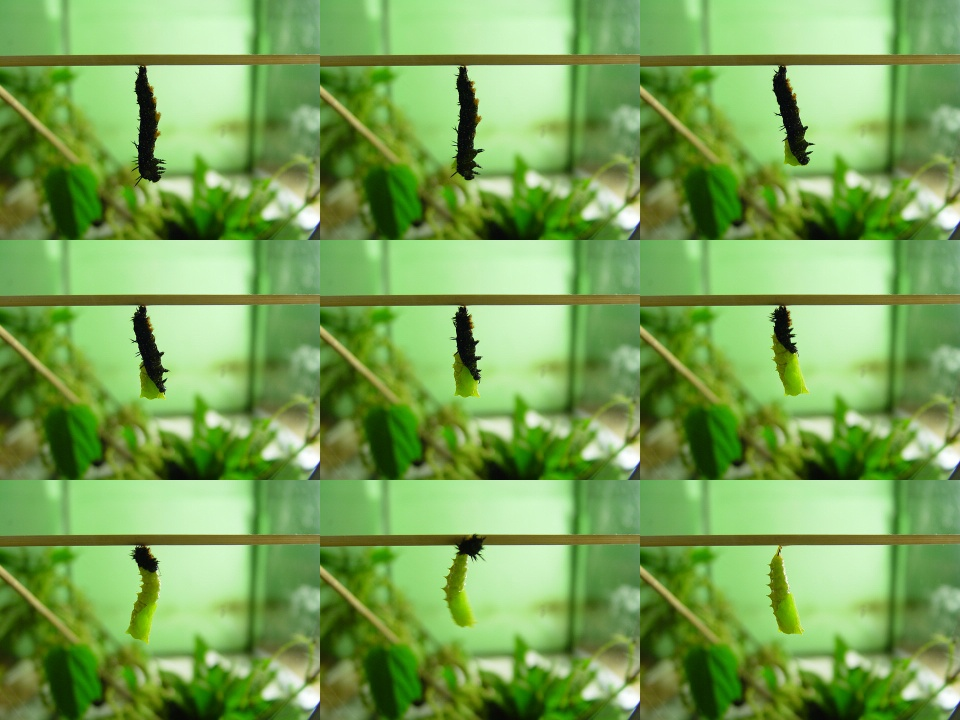
Pupas
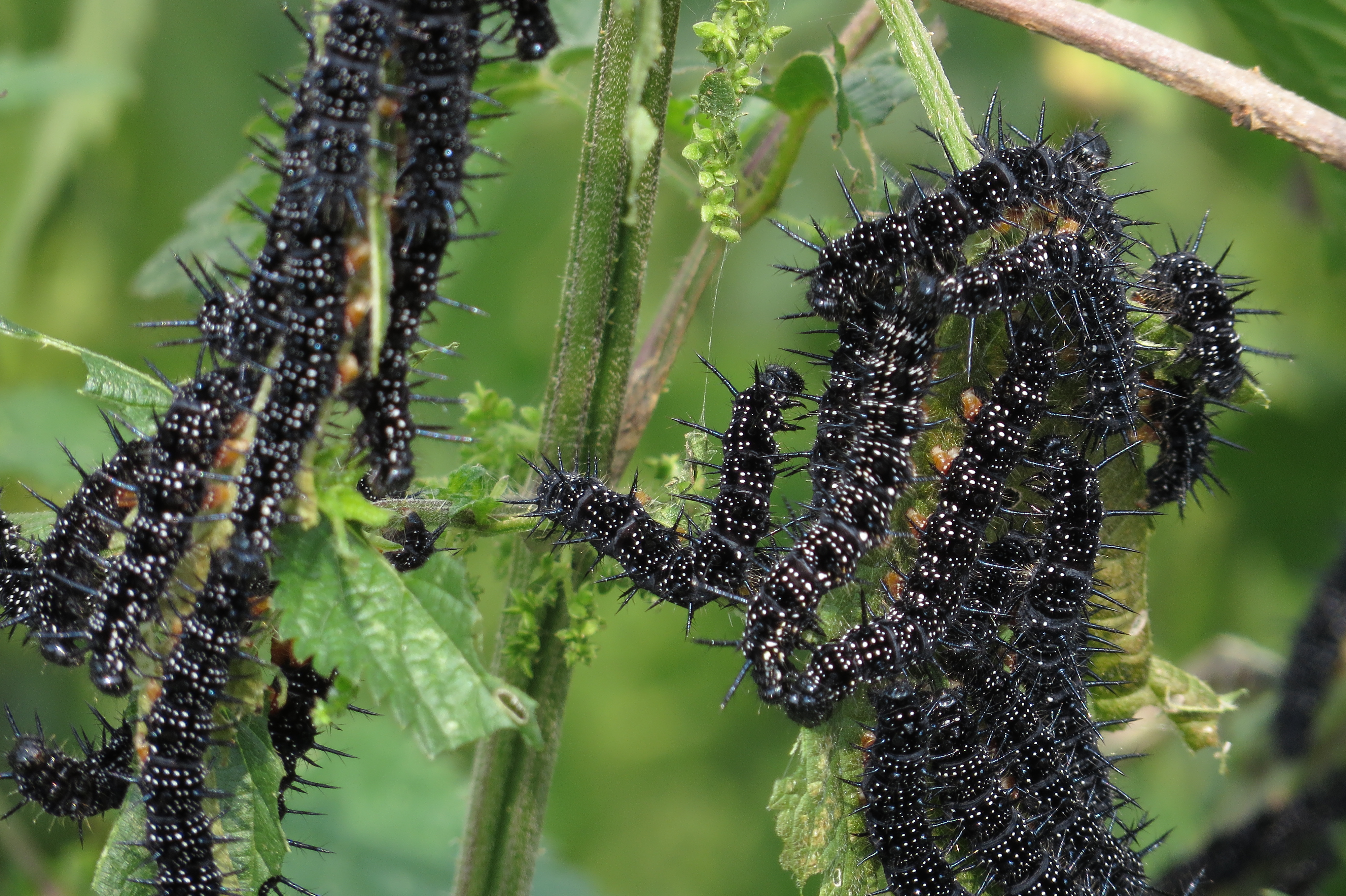

- Commons
- Wikispecies

1. ↑  Infopédia. «borboleta-pavão | Dicionário Infopédia da Língua Portuguesa». infopedia.pt - Porto Editora. Consultado em 19 de dezembro de 2022